# 黃衣之王
《黃衣之王》（The King in Yellow），也譯作黄衣王、黃衣國王，是美國作家羅伯特·錢伯斯1895年出版的一部短篇恐怖小說集，共包含10部小說。其中頭四部提到了一部名為《黃衣之王》的劇本，讀到它的人都會發瘋。這個劇本又與一個叫做“黃衣之王”的超自然存在有關。

## 故事

### 內容
《黃衣之王》中的故事包括：

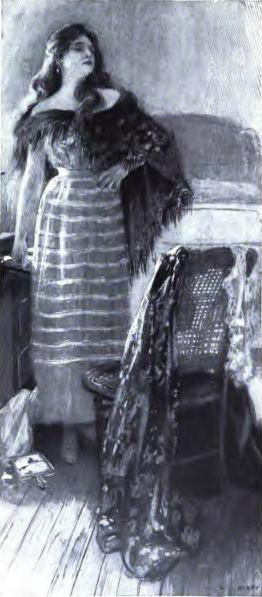
〈黄色秘符〉中泰西的插圖，出自該書的1902年版。

- 〈修復名譽的人〉（The Repairer of Reputations）——一個關於自私和偏執的故事，正如書名所暗示的那樣。
- 〈面具〉（英语：The Mask (Chambers short story)）（The Mask）——一個關於藝術、愛情與神秘科學的夢幻故事。
- 〈龙潜之庭〉（In the Court of the Dragon）——一名男子被邪惡的教堂風琴手追捕，而這名風琴手正在追捕他的靈魂。
- 〈黄色秘符〉（The Yellow Sign）——一位藝術家被一個形似棺材蟲的險惡墓地看守人所困擾。
- 〈德伊斯之花〉（The Demoiselle d'Ys）——一個時光旅行的愛情故事。
- 〈先知的天国〉（The Prophets' Paradise）——一系列怪誕的散文詩，其風格和主題源自《黃衣之王》介紹〈面具〉時的引文。
- 〈四风街〉（The Street of the Four Winds）——講述一位巴黎藝術家被一隻貓吸引到鄰居房間的大氣故事；故事以悲慘的方式結束。
- 〈第一枚炮弹落下〉（The Street of the First Shell）——以巴黎圍城戰為背景的戰爭故事。
- 〈圣母大街〉（The Street of Our Lady of the Fields）——巴黎浪漫的美國波西米亞風格。
- 〈笆篱路姑娘〉（Rue Barrée）——巴黎浪漫的美國波希米亞人，不和諧的結局俏皮地反映了第一個故事的一些基調。

## 影響
這部作品受到了安布罗斯·比爾斯的影響，並借用了安布羅斯作品《一個卡爾克薩城的居民》中的一些名字。

### 對克蘇魯神話的影響

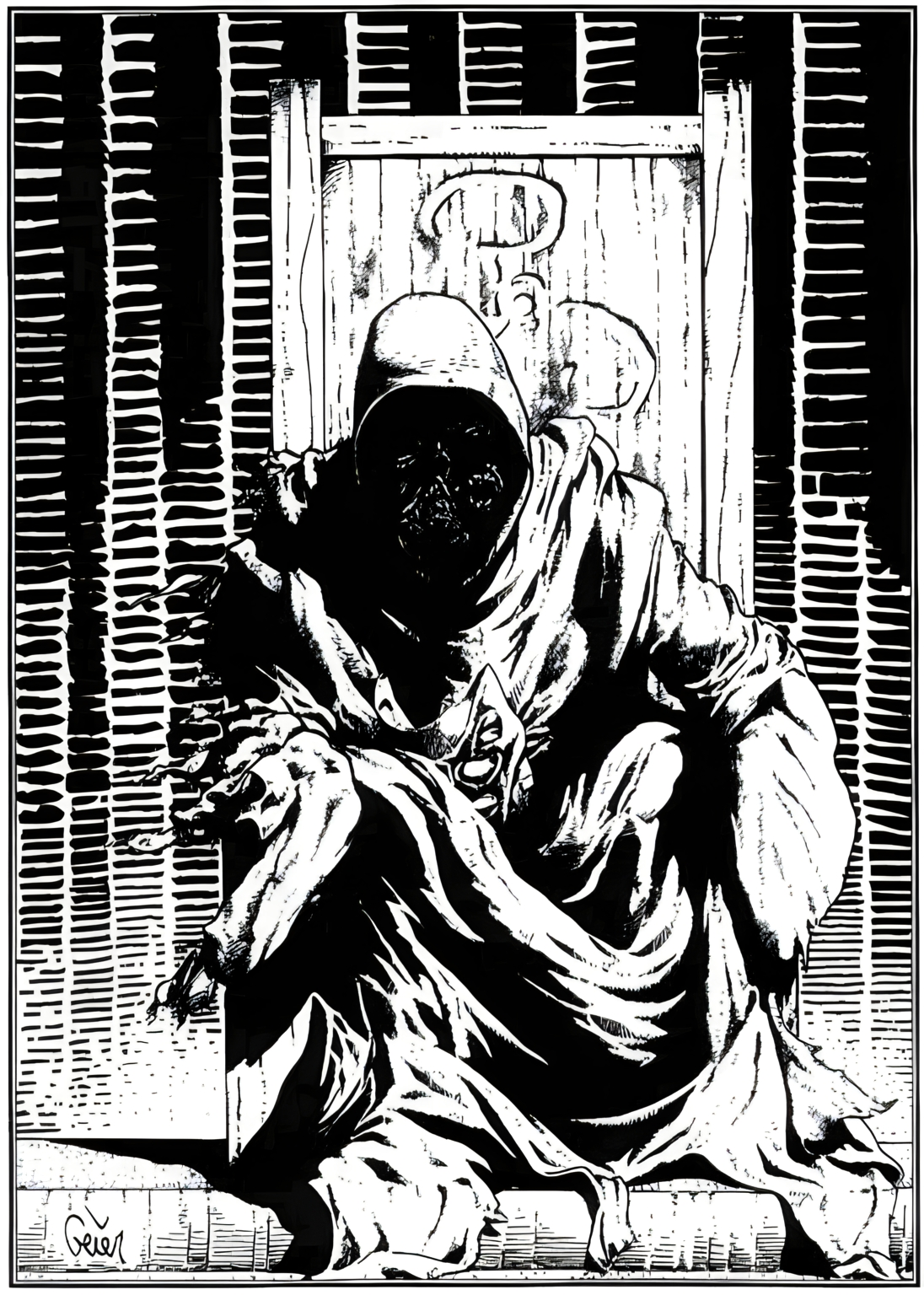
《克苏鲁的呼唤》中的黃衣之王

H·P·洛夫克拉夫特在1927年讀到了《黃衣之王》，並將其中的一些元素，如哈利湖（Lake of Hali）和黃之印（Yellow Sign），加入到他的作品《暗夜呢喃》中。“黃衣之王”本身則以哈斯塔的形象出現。

## 外部連接
- 豆瓣读书上《黃衣王》的資料 （简体中文）
- The King in Yellow - 古腾堡计划
- The King in Yellow at yankeeclassic.com （页面存档备份，存于）
- The King in Yellow at sff.net （页面存档备份，存于）
- 列在網路推理小說資料庫中的《黃衣之王》
- "The King in Yellow": An Introduction by Christophe Thill
- LibriVox中的公有领域有声书《The King in Yellow》